# Tom Petty & the Heartbreakers (musikalbum)
Tom Petty & the Heartbreakers är Tom Petty & the Heartbreakers första album, släppt 1976.

## Låtlista
Låtarna skrivna av Tom Petty, där inget annat namn anges.
1. "Rockin' Around (With You)" (Tom Petty, Mike Campbell) – 2:26
2. "Breakdown" – 2:42
3. "Hometown Blues" – 2:12
4. "The Wild One, Forever" – 3:01
5. "Anything That's Rock 'n' Roll" – 2:24
6. "Strangered in the Night" – 3:30
7. "Fooled Again (I Don't Like It)" – 3:49
8. "Mystery Man" – 3:02
9. "Luna" – 3:57
10. "American Girl" – 3:31